# Колорадоїт
Колорадоїт — рідкісний мінерал, телурид ртуті (хімічна формула HgTe). Пов'язаний із родовищами металів (особливо золота та срібла).

## Опис мінералу
Вперше знайдено 1877 року у США, штат Колорадо, на честь якого і було названо. Формується колорадоіт в умовах низько-середньотемпературного гідротермального процесу мінералоутворення в породах, що несуть золото-сульфідну мінералізацію.
Сингонія кубічна. Колорадоіт має темно-сріблястий металевий колір, непрозорий, досить крихкий, питома вага 8,093 г/см3, температура плавлення 360 °С.
Родовища знаходяться в США (округ Боулдер), Росії (Урал, Сіхоте-Алінь), Австралії (Калгурлі) та інших країнах.

## Інтернет-ресурси
- Mineralienatlas: Coloradoit (Wiki)
- RRUFF Database-of-Raman-spectroscopy — Coloradoite (englisch)
- American-Mineralogist-Crystal-Structure-Database — Coloradoite (englisch)